# Ordenssällskapet W.F.
Ordens-Sällskapet W.F är ett ordenssällskap som stiftades i Stockholm 1865 av G.P. Borg, J. Cederborg, A. Ekberg, E. Ersson, C.A. Gelin, G.W. Hellström, J. Lundborg, L. Ohlsson, E.G. Ohlsson, J.F. Pettersson och J. Schäfholm. 
Sällskapet finns idag i Stockholm, Göteborg, Jönköping, Hultsfred, Nässjö, Katrineholm, Sävsjö, Falun, Örnsköldsvik, och Sundsvall. Antalet medlemmar är omkring 1100.
Ordenssällskapets högsta styrelse utövas av Stor-Logen vilkens högsta ämbetsman är Stor-Mästaren.
Den sökande skall rekommenderas av två faddrar av lägst fjärde graden, vara lägst 18 år och känd för redbar handel och vandel. 
Ordenssällskapet hette fram till 1949 Sällskapet Wänskapsförbundet. Sällskapet vilar på etiskt/kristen grund, men den sökande behöver på intet sätt vara kristen. Sällskapet är politiskt och religiöst obundet.
Stockholmslogens historik har skrivits av logens Ordförande Mästare 2005-2006, Billey Shamrock Gleissner.